# Parson's Pond
Parson's Pond es un pueblo canadiense situado en la provincia de Terranova y Labrador.

## Superficie
Parson's Pond tiene una superficie de 12,34 km².

## Demografía
En 2021, tenía 368 habitantes, una densidad poblacional de 29,8 hab./km², y 216 viviendas.